# Dave Kehr
Dave Kehr (* 1953) ist ein US-amerikanischer Journalist und Filmkritiker.

## Leben
Dave Kehr studierte Englisch an der University of Chicago, wobei er während des Studiums Französisch lernte, um Filmanalysen des Cahiers du cinéma lesen zu können. Nachdem er während Studiums für die Studentenzeitschrift The Maroon schrieb, war er anschließend von 1974 bis 1985 für den Chicago Reader tätig. Von 1986 bis 1992 war er Filmkritiker beim Chicago Tribune und von 1993 bis 1998 bei der Daily News in New York City. Seit 1999 schreibt er eine wöchentliche Kolumne über DVD-Veröffentlichungen bei der New York Times. Wegen seiner Filmexpertise war er 1993 Jurymitglied beim Sundance Film Festival und ein Jahr später bei der Berlinale 1994. Außerdem war er kurzzeitig Vorstandsvorsitzender der National Society of Film Critics. Seit 2013 arbeitet er als Kurator im Filmbereich des Museum of Modern Art.

## Öffentliche Wahrnehmung
Kehr ist dafür bekannt, Filme, die in aller Regel von Kritikern wie von Zuschauern besonders gut bewertet werden, in seinen Rezensionen und Kolumnen zu verreißen. Dazu gehören unter anderem: Das Boot, Wie ein wilder Stier, Apocalypse Now, Das Imperium schlägt zurück, Hundstage und Alien – Das unheimliche Wesen aus einer fremden Welt. All diese Filme erhielten auf dem Filmportal Rotten Tomatoes ansonsten Bewertungen von 96 Prozent und mehr. Das Boot stand einige Zeit bei 100 Prozent, bis Kehr die einzige negative Rezension beisteuerte (Stand: September 2013) und dem Film keinerlei Qualitäten attestierte. Kehr achtet in seinen Kritiken häufig besonders auf den visuellen Stil eines Filmes und ist Anhänger der Auteur-Theorie.